# 루마니아의 대외 관계
아래는 루마니아의 대외 관계에 대한 설명이다.

## 각국과의 대외 관계

### 대(對) 한국 관계

#### 공산주의 시절
1948년에서 1989년까지 루마니아 정부는 조선민주주의인민공화국과 단독수교하였다. 특히 니콜라에 차우셰스쿠는 김일성이 주장한 주체 사상을 루마니아어로 번역하여 보급할 정도였다고 한다.

#### 대한민국과의 수교
하지만 루마니아는 서울에서 열린 1988년 하계 올림픽 참가한 이후 1990년 3월부터 대한민국과도 수교하였다.
1994년 3월 1일 이온 일리에스쿠 전(前) 대통령, 2001년 외무장관·상원의장, 2005년 바세스쿠 대통령이 대한민국을 방문하여 강한 우호 관계가 유지되고 있다. 대한민국과 1990년 체육교류협정·무역협정·경제과학기술협정·투자보장협정, 1991년 항공협정·문화협정, 1993년 이중과세방지협정·비자면제협정, 1996년 일반사증면제협정, 1997년 투자보장협정 개정 각서, 항공협정 등을 체결하였다.
2005년 루마니아와 대한민국 사이의 교역액은 468백만 달러로서, 대루마니아 수출 381백만 달러, 대루마니아 수입 87백만 달러이다. 수출품은 수송기계, 산업용전자제품, 철강제품, 기초산업기계이며, 수입품은 농산물(밀, 옥수수), 철강제품, 기초산업기계, 섬유제품 등이다. 대한민국의 루마니아에 대한 투자액은 총 220백만 달러로서 제16위의 투자국이며, 루마니아 전체 외국인 투자의 1.5%를 차지한다.

### 대(對) 터키 관계
루마니아가 통일되기 전, 몰다비아 공국과 왈라키아 공국은 오스만 제국과 러시아의 상반된 야망의 희생자였다. 두 지역은 오스만 제국의 약화와 크림 전쟁을 활용하여 1858년 진정한 자치권을 획득한다.루마니아는 1881년에 루마니아 왕국이라는 이름으로 오스만 제국으로부터 독립하게 된다.

### 대(對) 러시아 관계
러시아와의 관계는 소련의 위성국이였던 시절이 있었기 때문에 사이가 좋지 못한 관계이다. 루마니아가 통일되기 전, 몰다비아 공국과 왈라키아 공국은 오스만 제국과 러시아의 상반된 야망의 희생자였다. 두 지역은 오스만 제국의 약화와 크림 전쟁을 활용하여 1858년 진정한 자치권을 획득한다. 제2차 세계 대전 후 북부 부코비나와 베사라비아를 소비에트 연방에 할양하고 말았으며 1947년 12월 30일에 소련군에 의해 최후의 국왕 미하이 1세가 폐위되면서 군주제도 폐지하고, 루마니아 인민 공화국이 수립되었다.

### 대(對) 몰도바 관계
제1차 세계 대전 중에는 연합국에 가담하여 한때 전 국토가 오스트리아-헝가리 제국과 독일 제국군에 점령당하여 동맹국에 항복을 한 바가 있었다(부쿠레슈티 강화 조약). 하지만 연합국이 승리하여 현, 몰도바인 베사라비아를 할양받았다. 제2차 세계 대전 후 루마니아는 베사라비아를 소비에트 연방에 할양하고 말았다.

### 대(對) 헝가리 관계
제1차 세계 대전 중에는 루마니아는 연합국에 가담하여 한때 전 국토가 오스트리아-헝가리 제국과 독일 제국군에 점령당하여 동맹국에 항복을 한 바가 있었다(부쿠레슈티 강화 조약). 1919년에 헝가리에서는 공산 혁명이 일어나 헝가리 소비에트 사회주의 공화국이 세워졌지만 루마니아가 침공해 소비에트 공화국을 무너뜨리고 전(前) 오스트리아-헝가리의 해군 제독이었던 미클로시 호르티를 집권시키는 등, 1919년 8월~11월 중순까지 루마니아가 부다페스트를 점령하였다. 헝가리는 제1차 세계 대전의 패전국이었고, 전쟁의 책임을 마무리하는 교섭이 진행되어, 연합국과 헝가리간의 트리아농 조약(1920년 6월 4일)에 따라 헝가리는 루마니아에 트란실바니아를 할양하였다. 헝가리는 나치 독일 주도의 추축국에 가담하면서, 뮌헨 협정(1938년), 빈 중재(1938년 및 1940년)를 통해 루마니아로부터 트란실바니아 북서부를 할양받았다. 헝가리는 파리 조약(1947년)에 따라, 전쟁으로 얻은 영토를 모두 잃고 1938년 1월 1일 당시의 국경으로 돌아갔다. 1920년 수교.

### 대(對) 독일 관계
제1차 세계 대전 중에는 연합국에 가담하여 한때 전 국토가 오스트리아-헝가리 제국과 독일 제국군에 점령당하여 동맹국에 항복을 한 바가 있었다(부쿠레슈티 강화 조약).

### 그외의 나라와의 관계
일본과도 상당한 우호적이며, 미국과도 친한 성향을 보이는 외교를 펼치고 있다.
오늘날, 루마니아는 친서방 노선을 걷고 있는 셈이다.

## 같이 보기
- 루마니아의 재외공관 목록